# 劉爚
劉熻，字麗中，贵州修文人，清政治人物、進士出身。

## 生平
嘉慶十四年（1809年）清仁宗五旬己巳恩科進士，三甲一百三十三名，后官山西石樓縣知縣。